# Broschel
Broschel war ein Volumenmass in der Schweizer Stadt Neuenburg.
- 1 Broschel = 15,2344 Liter